# روبرت فوكس (عسكري)
روبرت فوكس (بالألمانية: Robert Fuchs)‏ هو عسكري ألماني، ولد في 11 مايو 1895 في برلين في ألمانيا، وتوفي في 15 يناير 1977 في غوتينغن في ألمانيا.